# 茅ヶ崎市
茅ヶ崎市（ちがさきし）は、神奈川県の湘南地域中部に位置する市。施行時特例市に指定されている。人口は約24.5万人。市名は中世以来の郷名による。

## 概要
相模川下流域の沖積平野に位置し、高座郡のうち、旧茅ヶ崎村、鶴嶺村、松林村が合併し現茅ヶ崎市の原型である茅ヶ崎町ができた。1955年の小出村の合併を加えほぼ現況に至る。
人口は2022年度現在で243,921人と県内第7位で施行時特例市の一つである。市域の広さは東西6.9km、南北7.6kmである。市の面積は神奈川県下19市の中で7番目に小さく、隣接する藤沢市や平塚市と比べると約半分の面積である。市域は海岸線から北部に広がっており、地形は湘南砂丘となだらかな丘陵からなる。気候は温暖で、夏は比較的涼しく、冬は暖かい気候である。
1898年（明治31年）の茅ケ崎駅開業によって別荘地、保養地として発展。1947年（昭和22年）に神奈川県下8番目の市として市制を施行、急激な都市化によって1989年（平成元年）には人口20万都市となり、2003年（平成15年）に特例市となった。
観光都市の側面も持っており湘南海岸の一翼を担い、夏には海水浴場としてサザンビーチちがさきがオープンし多くの海水浴客が訪れる。サーフィンやマリンスポーツをする人も一年を通して多く存在する。市内の海岸線にはサイクリングロードが設けられ、多くの市民が烏帽子岩、江の島や富士山、伊豆半島を眺めながらサイクリングやジョギング、散歩を楽しむ。また茅ヶ崎漁港付近には釣り船もあり、投げ釣り以外にも釣り客は多い。海の日に関東三大奇祭である浜降祭が行われ、茅ヶ崎の夏の訪れとなる。
茅ヶ崎市の海岸線は約6kmで、海岸部は茅ヶ崎市の最大の観光資源になっている。一方で河川からの土砂供給の減少により、1954年（昭和29年）から1985年（昭和60年）までの間に、菱沼地区・柳島地区では約40メートル、中海岸地区では約60メートル海岸線が後退した。
このように砂浜の侵食が激しいため、ヘッドランド（通称「Tバー」）と呼ばれる養浜施設が設けられている。なお、Tバーはサーフィン、釣りの好スポットとなっている。海のレジャー以外にもゴルフ場が丘陵に2か所、海沿いに2か所ある。アウトドアでは2013年に柳島キャンプ場がリニューアルオープンし、「茅産茅消」を謳ういわゆる地産地消型の食材があり、また海沿いの好立地を活かし活況である。北部は相模原台地の丘陵地帯であり特別緑地保全地区の清水谷や市民の憩いの場である神奈川県立茅ケ崎里山公園を中心に里山の豊かな自然を残そうと努力している。その他市内に2か所の温泉施設がある。
市内の鉄道駅にJR茅ケ崎駅がある。茅ケ崎駅はJR相模線の始発駅であり、同線北茅ケ崎駅、香川駅とあわせ市内に三駅が存在する。核となる地域は茅ケ崎駅周辺であり、行政、商業の中心地となっている。市内東部の住民は隣接する藤沢市の辻堂駅を利用する者も多い。辻堂駅再開発事業湘南C-X（テラスモール湘南など）には同駅西口を中心に茅ヶ崎市も一部財源を負担している。また湘南ライフタウン付近の住民は辻堂駅以外に小田急湘南台駅の利用が便利で直通のバスも出ている。
市内の道路は幹線道路を除くと道が狭く、かつ東海道線南北の移動は踏切が多いことも拍車をかけ国道134号、新湘南バイパス、湘南新道、産業道路を除き事情は良くない。特に行政・商業の中心となる茅ケ崎駅北側を通る国道1号を筆頭に市内各所にて渋滞が多いため、自動車での移動に手間がかかる。一方で鉄砲道の全面開通を初め少しずつ改善の方向に向けているが、遅々として進まない。そのため自転車利用者が多い。

## 地理
相模原台地の丘陵地帯と相模川の河口に形成された砂州地帯で、市内には小出川（こいでがわ）と千ノ川が南西に流れ相模川に注いでいる。小出川流域の西久保は民話・河童徳利の舞台である。
江戸時代は東海道五十三次藤沢宿と平塚宿の間の農村地帯で、東海道中に2か所しかない左富士（道中ではいつも右に見える富士山が左手に見える）の場所として浮世絵の題材としても知られた。現在、国道1号鳥井戸橋で「南湖の左富士」のレリーフを見ることができる。
かつて柳島湊が存在したが、現在は消滅している。また藤間温泉も柳島に存在した。

### 河川
- 相模川
- 小出川
- 千ノ川
- 駒寄川
- 松尾川

## 地域
概ねJR東日本東海道線によって南北に分けられる。北部は更に旧小出村部分と分けられる。市役所及び主な商工業地域は北部茅ケ崎駅周辺に集中している。また南部は湘南海岸に面し、いわゆる湘南らしい高層施設の少ない街並みとなっている。旧小出村地区には神奈川県立茅ケ崎里山公園があり長閑で自然環境豊かな地域である。又、東部は鎌倉時代に藤沢市辻堂と共に八的が原と呼ばれていた。

### 隣接している自治体
- 藤沢市
- 平塚市
- 高座郡寒川町

## 人口
| |                                          |  |
| 茅ヶ崎市と全国の年齢別人口分布（2005年） | 茅ヶ崎市の年齢・男女別人口分布（2005年） |  |
| ■紫色 ― 茅ヶ崎市 ■緑色 ― 日本全国 | ■青色 ― 男性 ■赤色 ― 女性                |  |
| 茅ヶ崎市（に相当する地域）の人口の推移 \| 1970年（昭和45年） \| 129,621人 \| \| \| 1975年（昭和50年） \| 152,023人 \| \| \| 1980年（昭和55年） \| 171,016人 \| \| \| 1985年（昭和60年） \| 185,030人 \| \| \| 1990年（平成2年） \| 201,675人 \| \| \| 1995年（平成7年） \| 212,874人 \| \| \| 2000年（平成12年） \| 220,809人 \| \| \| 2005年（平成17年） \| 228,420人 \| \| \| 2010年（平成22年） \| 235,081人 \| \| \| 2015年（平成27年） \| 239,348人 \| \| \| 2020年（令和2年） \| 242,389人 \| \| |                                          |  |
| 総務省統計局 国勢調査より |                                          |  |
| 1970年（昭和45年） | 129,621人                                |  |
| 1975年（昭和50年） | 152,023人                                |  |
| 1980年（昭和55年） | 171,016人                                |  |
| 1985年（昭和60年） | 185,030人                                |  |
| 1990年（平成2年） | 201,675人                                |  |
| 1995年（平成7年） | 212,874人                                |  |
| 2000年（平成12年） | 220,809人                                |  |
| 2005年（平成17年） | 228,420人                                |  |
| 2010年（平成22年） | 235,081人                                |  |
| 2015年（平成27年） | 239,348人                                |  |
| 2020年（令和2年） | 242,389人                                |  |

## 歴史
- 縄文時代 - 北部堤に県内有数の規模を誇る堤貝塚がある。縄文時代後期（紀元前4000年から3500年）の集落址とされる。
- 飛鳥時代 - 北部の下寺尾には出土品その他から相模国最古の寺および高座郡の郡衙があり、高座郡の行政の中心であったと推定されている。
- 長元3年（1030年） - 関東最古の源氏の氏社である鶴嶺八幡宮を創建。
- 長治元年（1104年）- - 鎌倉景正により藤沢市と共に大庭御厨成立。
- 平安時代 - 末期に関東武士団の大庭氏、懐島氏により新田開発が進む。
- 鎌倉時代 - 辻堂および茅ヶ崎東部沿岸を含む広域の地名で「八的ヶ原」（やまとがはら）[注釈 2] 後に、「八松ヶ原」（やつまつがはら）[注釈 3]と呼ばれる。
- 建久9年12月27日 - 鎌倉幕府征夷大将軍源頼朝が相模川に懸けた橋の竣工式で落馬し、その怪我が元で翌年薨去したという伝説がある。
- 弘安4年（1281年） - 鎌倉幕府が元寇に対し、蒙古退散の祈祷を鶴嶺八幡宮にて行う。
- 戦国時代 後北条氏の支配地となり、玉縄城の管理下に置かれる。市内では代表的に小田原衆筆頭北条幻庵配下の新田（しんでん）氏が菱沼に172貫文、小机衆市野氏が赤羽根に20貫文等の知行を得ていた。
- 江戸時代 - 西大平藩や旗本領などモザイクであった旧小出村を除き、ほぼ市内全域天領となる。江戸城から見て、裏鬼門の位置にあるため、人があまり住まなかった。
- 享保13年（1728年） - 享保の改革の一環で、相州炮術調練場を設置する。
- 1889年4月1日 - 町村制施行により、高座郡茅ヶ崎村・鶴嶺村・松林村が発足。
- 1896年（明治29年） - 市内南湖に「東洋一」と謳われたサナトリウム南湖院が開院。国木田独歩等多くの著名人が入院した。（1945年閉鎖）
- 1898年（明治31年）6月15日 - 鉄道省東海道線の駅として茅ケ崎駅が開業。

- 1908年（明治41年）10月1日 - 高座郡茅ヶ崎村、鶴嶺村および松林村と合併し、茅ヶ崎町となる。
駅名として広く知られているという理由から、新町名は茅ヶ崎町とした。町役場は南湖の金剛院に置く。人口は16,860人。
- 1911年（明治44年）8月 - 町役場が字梅田（元の茅ヶ崎村役場所在地。現在は茅ヶ崎商工会議所が所在）へ移転。
- 1921年（大正10年）9月28日 - 相模鉄道相模線が開業。

- 1923年（大正12年）9月1日 - 関東大震災発生。茅ケ崎駅舎、馬入橋の崩壊を筆頭に多くの建物が全壊し多大な被害が出る。
- 1940年（昭和15年）2月1日 - 市内に日東駅（現在の北茅ケ崎駅）が開業。
- 1945年（昭和20年）7月16日、17日 - 空襲。
- 1947年（昭和22年）10月1日 - 市制を施行し茅ヶ崎市となる。人口は43,315人。

- 1955年（昭和30年）4月5日 - 高座郡小出村の一部を編入。
- 1963年（昭和38年）7月25日 - 寒川町との境界を変更する[4]。
- 1967年（昭和42年）10月1日 - 市民憲章制定[5][注釈 4]。
- 1968年（昭和43年）11月1日 - 寒川町との境界を変更する[6]。
- 1974年（昭和49年）7月22日 - 市役所が現在地へ移転[7]。
- 1982年（昭和57年）4月30日 - 防災行政無線運用開始（当時の夕方のチャイムは「ウェストミンスターの鐘（TOA音源）」）。
- 1988年（昭和63年）3月30日 - 新湘南バイパスが開通する。
- 1989年（平成元年） - 人口が20万人を突破。
- 1999年（平成11年）- 茅ヶ崎海水浴場をサザンビーチちがさきに改称。
- 2002年（平成14年）
  - 3月3日 - 茅ヶ崎サザンCが竣工。
  - 5月25日 - コミュニティバスえぼし号が運行開始。
- 2003年（平成15年）4月1日 - 特例市となる[8]。
- 2007年（平成19年）10月1日 - 防災行政無線の夕方のチャイム「赤とんぼ（新音源）」放送開始。
- 2013年（平成25年）4月14日 - さがみ縦貫道路が開通する。
- 2014年（平成26年）10月25日 - アメリカ合衆国ハワイ州ホノルル市域と姉妹都市提携。
- 2016年（平成28年）1月4日 - 市役所新庁舎が供用開始。
- 2017年（平成29年）4月1日 - 地域保健法に基づく保健所政令市に指定される。

## 行政

### 市長
現職市長
佐藤光（2018年11月18日、2期目）
歴代市長
| 代      | 氏名       | 就任年月日     | 退任年月日     | 備考             |
| ------- | ---------- | -------------- | -------------- | ---------------- |
| 初代    | 添田良信   | 1947年10月1日  | 1948年12月24日 |                  |
| 2代     | 内田俊一   | 1949年2月24日  | 1953年2月9日   |                  |
| 3代     | 出口肇     | 1953年2月20日  | 1957年2月17日  |                  |
| 4代     | 内田俊一   | 1957年2月18日  | 1961年2月17日  |                  |
| 5-6代   | 野村宣     | 1961年2月18日  | 1967年4月5日   |                  |
| 7-10代  | 柾木一策   | 1967年4月28日  | 1983年4月27日  | 北海道出身。     |
| 11-14代 | 根本康明   | 1983年4月28日  | 1999年4月27日  |                  |
| 15代    | 添田高明   | 1999年4月28日  | 2003年4月27日  |                  |
| 16-19代 | 服部信明   | 2003年4月28日  | 2018年10月4日  | 任期中死去       |
|         | 職務代理者 | 2018年10月4日  | 2018年11月18日 | 副市長・夜光広純 |
| 20-21代 | 佐藤光     | 2018年11月18日 | 現職           |                  |

### 警察
- 茅ケ崎警察署
  - 茅ケ崎駅前交番
  - 中海岸交番
  - 茅ケ崎駅南口交番
  - 平和町交番
  - 今宿交番
  - 浜見平交番
  - 小和田交番
  - 鶴が台交番
  - 浜竹交番
  - 東海岸駐在所
  - 西久保駐在所
  - 南湖駐在所
  - 小出駐在所

### 消防
- 茅ヶ崎市消防本部
  - 茅ヶ崎市消防署
    - 小和田分署
    - 小出出張所
    - 鶴嶺出張所
    - 松林出張所
    - 海岸出張所

### 医療
- 茅ヶ崎市立病院

### 放送
- 茅ヶ崎エフエム（エボラジ）
- J:COM 湘南・鎌倉

### 指定金融機関
- 横浜銀行、スルガ銀行の2行による輪番制。

### パブリックコメント制度
茅ヶ崎市では、市の計画などの策定過程における公正の確保と透明性の向上を図ることで市民の意見や要望を積極的に市政に反映させるために、パブリックコメント制度を設けている。2003年（平成15年）11月1日から施行され、現在に至る。もちろん、過去の記録も残っている。

## 地区
茅ヶ崎市は、南部の旧茅ヶ崎村・旧小和田村周辺が、後世の開発によって区分が細分化しており、また現在は市内の諸地区が自治会基準で13の地区に再区分されている。そこで以下、自治会基準の区分を【】で示す。
- 小出（こいで） - 旧小出村
  - 【小出】
    - 芹沢（せりざわ） - 旧芹沢村
    - 行谷（なめがや） - 旧行谷村
    - 下寺尾（しもてらお） - 旧下寺尾村
    - 堤（つつみ） - 旧堤村
- 松林（しょうりん） - 旧松林村
  - 【湘北】
    - 香川（かがわ） - 旧香川村
      - みずき
      - 松風台（まつかぜだい）

    - 甘沼（あまぬま） - 旧甘沼村
    - 鶴が台（つるがだい）

  - 【松林】
    - 赤羽根（あかばね） - 旧赤羽根村
    - 高田（たかだ） - 旧高田村
    - 室田（むろた） - 旧室田村
      - 松林（しょうりん）

    - 菱沼（ひしぬま） - 旧菱沼村
      - 小和田（こわだ）

  - 旧小和田村
    - 【小和田】
      - 赤松町（あかまつちょう）
      - 本宿町（ほんじゅくちょう）
      - 代官町（だいかんちょう）
      - 小桜町（こざくらちょう）

    - 【松浪】
      - 浜竹（はまたけ）
      - 出口町（でぐちちょう）
      - ひばりが丘（ひばりがおか）
      - 美住町（みすみちょう）
      - 松浪（まつなみ）
      - 富士見町（ふじみちょう）
      - 常盤町（ときわちょう）
      - 緑が浜（みどりがはま）
      - 汐見台（しおみだい）

    - 【浜須賀】
      - 旭が丘（あさひがおか）
      - 松が丘（まつがおか）
      - 平和町（へいわちょう）
      - 浜須賀（はますか）
      - 白浜町（しらはまちょう）
      - 菱沼海岸（ひしぬまかいがん）
- 鶴嶺（つるみね） - 旧鶴嶺村
  - 【鶴嶺東】
    - 西久保（にしくぼ） - 旧西久保村
    - 円蔵（えんぞう） - 旧円蔵村
    - 浜之郷（はまのごう） - 旧浜之郷村
    - 矢畑（やばた） - 旧矢畑村
    - 下町屋（しもまちや） - 旧下町屋村

  - 【鶴嶺西】
    - 萩園（はぎその） - 旧萩園村
    - 平太夫新田（へいだゆうしんでん）
    - 今宿（いまじゅく） - 旧今宿村

  - 【湘南】
    - 中島（なかじま） - 旧中島村
    - 松尾（まつお） - 旧松尾村
    - 柳島（やなぎしま） - 旧柳島村
      - 浜見平（はまみだいら）
      - 柳島海岸（やなぎしまかいがん）
- 茅ヶ崎（狭義） - 旧茅ヶ崎村
  - 【茅ヶ崎】
    - 茅ヶ崎（ちがさき）
    - 本村（ほんそん）
    - 元町（もとまち）
    - 新栄町（しんえいちょう）
    - 十間坂（じゅっけんざか）

  - 【茅ヶ崎南】
    - 若松町（わかまつちょう）
    - 幸町（さいわいちょう）
    - 共恵（ともえ）
    - 中海岸（なかかいがん）

  - 【海岸】
    - 東海岸北（ひがしかいがんきた）
    - 東海岸南（ひがしかいがんみなみ）

  - 【南湖】
    - 南湖（なんご）

## 議会

### 神奈川県議会
- 選挙区：茅ヶ崎市選挙区
- 定数：3人
- 任期：2023年（令和5年）4月30日 - 2027年（令和9年）4月29日

| 氏名       | 会派名                       |
| ---------- | ---------------------------- |
| 永田輝樹   | 自由民主党神奈川県議会議員団 |
| 平野みぎわ | 立憲民主党神奈川県議会議員団 |
| 桝晴太郎   | 自由民主党神奈川県議会議員団 |

### 衆議院
- 選挙区：神奈川15区（平塚市、茅ヶ崎市、中郡）
- 任期：2021年（令和3年）10月31日 - 2025年（令和7年）10月30日
- 当日有権者数：473,497人
- 投票率：57.32％

| 当落 | 候補者名   | 年齢 | 所属党派                            | 新旧別 | 得票数    | 重複 |
| ---- | ---------- | ---- | ----------------------------------- | ------ | --------- | ---- |
| 当   | 河野太郎   | 58   | 自由民主党                          | 前     | 210,515票 | ○    |
|      | 佐々木克己 | 66   | 社会民主党                          | 新     | 46,312票  | ○    |
|      | 渡辺麻里子 | 45   | NHKと裁判してる党弁護士法72条違反で | 新     | 8,565票   |      |

## 姉妹都市・提携都市

### 国内
- 提携都市
  -  - 岡崎市（愛知県） - 1983年（昭和58年）7月1日「ゆかりのまち」提携。江戸時代の名町奉行として知られる大岡忠相を藩祖とする西大平藩が岡崎市内にあり、また茅ヶ崎市は大岡氏の本拠地であることから。

### 海外
- 姉妹都市
  -  - ホノルル（ハワイ州）　2014年（平成26年）10月25日提携。「ビーチ」「サーフィン」「アロハ」といった共通した文化的な背景から。同日にはハワイ商工会議所と茅ヶ崎商工会議所との姉妹会議所の調印も行われている。締結出張の中で茅ヶ崎側とホノルル側でサーフィンを行ったが、その際に木村竹彦副市長（当時）が溺死した。

## 文化施設
- 茅ヶ崎市立図書館
- 茅ヶ崎市美術館
- 茅ヶ崎市博物館
- 茅ヶ崎市民文化会館

## 教育

### 小学校
公立
| - 茅ヶ崎市立今宿小学校 - 茅ヶ崎市立梅田小学校 - 茅ヶ崎市立円蔵小学校 - 茅ヶ崎市立香川小学校 - 茅ヶ崎市立小出小学校 - 茅ヶ崎市立小和田小学校 - 茅ヶ崎市立汐見台小学校 - 茅ヶ崎市立松林小学校 - 茅ヶ崎市立茅ヶ崎小学校（市内最初の小学校） - 茅ヶ崎市立鶴が台小学校 | - 茅ヶ崎市立鶴嶺小学校 - 茅ヶ崎市立西浜小学校 - 茅ヶ崎市立浜須賀小学校 - 茅ヶ崎市立浜之郷小学校 - 茅ヶ崎市立東海岸小学校 - 茅ヶ崎市立松浪小学校 - 茅ヶ崎市立緑が浜小学校 - 茅ヶ崎市立室田小学校 - 茅ヶ崎市立柳島小学校 |

私立
- 平和学園小学校

### 中学校
公立
| - 茅ヶ崎市立赤羽根中学校 - 茅ヶ崎市立梅田中学校 - 茅ヶ崎市立円蔵中学校 - 茅ヶ崎市立松林中学校 - 茅ヶ崎市立第一中学校 - 茅ヶ崎市立鶴が台中学校 - 茅ヶ崎市立鶴嶺中学校 | - 茅ヶ崎市立中島中学校 - 茅ヶ崎市立西浜中学校 - 茅ヶ崎市立萩園中学校 - 茅ヶ崎市立浜須賀中学校 - 茅ヶ崎市立北陽中学校 - 茅ヶ崎市立松浪中学校 |

私立
- アレセイア湘南中学校

### 高等学校
神奈川県立
- 神奈川県立茅ケ崎高等学校
- 神奈川県立茅ケ崎西浜高等学校
- 神奈川県立茅ケ崎北陵高等学校
- 神奈川県立鶴嶺高等学校

私立
- アレセイア湘南高等学校

### 特別支援学校
- 神奈川県立茅ケ崎支援学校

### 大学
- 文教大学 湘南キャンパス

### 専門学校
- 茅ヶ崎看護専門学校
- 茅ヶ崎リハビリテーション専門学校

### その他
- 京急自動車学校茅ヶ崎校
- 松下政経塾

## 経済

### 産業
- 漁業

茅ヶ崎漁港
- 製造業

東邦チタニウム株式会社・茅ヶ崎工場（金属チタンなどを製造する企業）
株式会社アルバック・茅ヶ崎本社工場（真空装置を製造する企業）
モリタ宮田工業株式会社・本店（消火器などを製造する企業）
AGCセイミケミカル株式会社・本社および工場（AGCグループのファインケミカルメーカー）
AGCプライブリコ株式会社・本社および工場（AGCグループの耐火建築部材メーカー）
パナソニック株式会社エナジー社・茅ヶ崎・辻堂工場
パナソニックCCグラフィックス株式会社
株式会社オーテックジャパン・本社（日産グループ。特装車の企画開発・製造。初代社長は桜井眞一郎。）
BASFポゾリス株式会社・茅ヶ崎工場（コンクリートの混和剤などを製造する企業）
TOTO株式会社・茅ヶ崎工場
電源開発(J-POWER)・茅ヶ崎研究所
第一カッター興業・本社
東海カーボン・茅ヶ崎工場
明治・神奈川工場
大村紙業株式会社・本社
- かつてあった企業

相模鉄道本社

## 交通

### 鉄道
東日本旅客鉄道（JR東日本）
 東海道線・■上野東京ライン・ 湘南新宿ライン
- - 茅ケ崎駅 -

■相模線
- 茅ケ崎駅 - 北茅ケ崎駅 - 香川駅 -

### 路線バス
- 神奈川中央交通
  - 神奈川中央交通茅ヶ崎営業所
  - 神奈川中央交通平塚営業所
  - 神奈川中央交通綾瀬営業所
  - 神奈川中央交通藤沢営業所
- 江ノ電バス
- 茅ヶ崎市コミュニティバス「えぼし号」（神奈川中央交通が運行）

### 道路

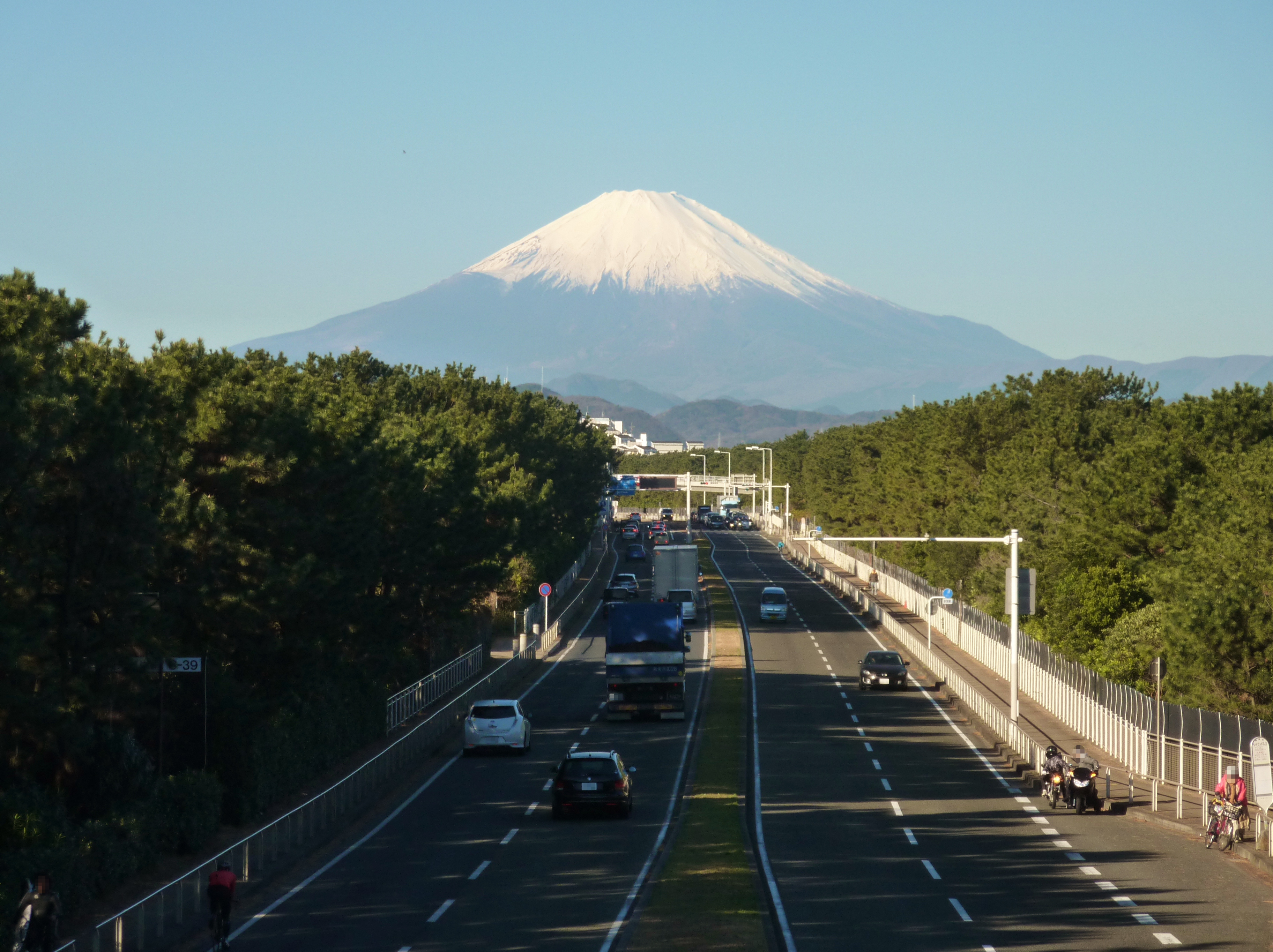
国道134号

#### 高速道路
- 新湘南バイパス
  - 茅ヶ崎中央IC - 茅ヶ崎西IC - 茅ヶ崎海岸IC
- さがみ縦貫道路
  - 起点 - 新湘南バイパス - 茅ヶ崎JCT

#### 一般国道
- 国道1号
- 国道134号
- 国道468号（首都圏中央連絡自動車道の一部）

#### 主要地方道
- 神奈川県道30号戸塚茅ヶ崎線
- 神奈川県道44号伊勢原藤沢線
- 神奈川県道45号丸子中山茅ヶ崎線
- 神奈川県道46号相模原茅ヶ崎線
- 神奈川県道47号藤沢平塚線

#### 一般県道
- 神奈川県道309号茅ヶ崎停車場線
- 神奈川県道310号茅ヶ崎停車場茅ヶ崎線
- 神奈川県道404号遠藤茅ヶ崎線

#### 道の駅
- 湘南ちがさき

#### 太平洋岸自転車道
- 湘南海岸・砂浜のみち - 関東ふれあいの道の一部で通称「サイクリングロード」と呼ばれる。自転車歩行者専用道路。

### みちの愛称事業
茅ヶ崎市は「みちの愛称検討委員会」を職員と公募した市民で開き、道路愛称を街頭インタビューや公募などで決定し発表している。
2000年（平成12年）度には国道1号の南側14路線、2001年（平成13年）度には国道1号と新湘南バイパスの間10路線、2002年（平成14年）には新湘南バイパス北側の7路線の愛称が発表された。

#### みちの愛称
- 茅ヶ崎中央通り（茅ヶ崎駅北口から茅ヶ崎中央インターに至る南北の道。）
- 雄三通り（駅南口の東側から、サザン通りに平行して南北に走る。以前は加山雄三邸が海岸付近にあった。旧くは加山雄三の父親の名から上原謙通りとも呼ばれた。）
- サザン通り（駅南口の西側から、小さい丘を越えてサザンビーチに至る南北の尾根道）
- ラチエン通り（烏帽子岩が美しく見える。ルドルフ・ラチエン（ユダヤ系ドイツ人）の邸宅があったことによる。）
- 一中通り（市立第一中学の東側を通る南北の道）
- 高砂通り（高砂緑地の西側を通る南北の道。）
- 香川駅前通り（香川駅付近を通る南北の道。）
- 香川小学校通り（市立香川小学校の北側を通る東西の道。）
- 学園通り（平和学園小学校、アレセイア湘南中学校・高等学校西側を通る南北の道。）
- 大岡越前通り（大岡越前守忠相の墓のある浄見寺の北側を東西に走る）
- 一里塚通り（茅ケ崎駅北口から東海道一里塚に至る南北の道。）
- 一里塚北通り（北茅ケ崎駅付近を通る南北の道。）
- 赤松通り（辻堂駅西口北側から東小和田交差点に至る南北の道。）
- 小和田通り（小和田を通る南北の道。）
- 赤羽根通り（市立赤羽根中学校西側を通る南北の道。）
- 松林通り（室田通りから小和田通りに至る東西の道。）
- 室田通り（市立松林中学校東側を通る南北の道。）
- 梅田通り（十間坂交差点から円蔵交差点に至る南北の道。）
- 鶴嶺通り（矢畑から萩園に至る東西の道。）
- 萩園通り（市立萩園中学校の東側を通る南北の道。）
- 柳島通り（市立柳島小学校の東側を通る南北の道。）
- 南湖通り（南湖院跡付近を通る南北の道。）
- 石神古墳通り（国道1号線の南側の下道。駅北口から相模線の踏切を通り、東に抜ける。駅構内にあった古墳による命名。）
- 鉄砲道（1728年に江戸幕府が腰越村（現：鎌倉市内）から柳島村（現：茅ヶ崎市内南西部）にかけて設置した相州炮術調練場にちなむ）てっぽうみちと読む。
- 浜竹通り（辻堂駅西口から湘南新道を通じ、湘南海岸に至る）
- 桜道（茅ケ崎駅南口から浜竹通りに至る。かつて桜の多い道路ではあったが、近年はラチエン通りとの交差点に残る程度である。）
- 小出県道（本村交差点から小出交差点に至る南北の道。）
- 小出中央通り（旧小出村の中心部を通る東西の道。）
- 産業道路（神奈川県道46号相模原茅ヶ崎線の市内で使われてきた愛称）
- 左富士通り（国道134号線・浜見平入口交差点から北上し鶴嶺八幡宮大鳥居のある国道1号・鳥居戸橋交差点までの道）
- 大谷通り（芹沢を通る南北の道。）
- 精麦通り（一里塚通りから一中通りへ抜ける道。日本精麦の工場があったことが由来）

## 名所・旧跡・観光スポット・祭事・催事
- 烏帽子岩（姥島）
- 平島
- 旧相模川橋脚 - 国の史跡に指定。大正12年（1923年）関東大震災と大正13年の地震によって地表に現れ、沼田賴輔（歴史学者）により旧相模川橋脚であるとされた。最近の調査では相模川本流ではないと推測されている。史跡整備事業が行われ、2008年（平成20年）3月29日にオープンした。
- 堤貝塚 - 県指定史跡。
- 下寺尾官衙遺跡群 - 茅ヶ崎北陵高校校舎建て替えの際に発見された高座郡の郡衙跡。2015年（平成27年）3月国の史跡に指定。官舎、祭祀場、船着場、下記七堂伽藍等がまとまっている。
- 七堂伽藍跡 - 茅ヶ崎北陵高校のある高台の南側、一段低くなった畑地の広がる一郭の下寺尾、「七堂伽藍跡（しちどうがらん）」と刻まれた高さ3メートル余りの石碑が建っている。七堂伽藍とは、寺院を構成する主要建物を指す（古代寺院の場合は塔、金堂、講堂、経蔵、鐘楼、食堂（じきどう）、僧坊）。昔からこの辺りに大きな寺があったという言い伝えがあり、試掘調査の結果、古瓦片をはじめ、灯明皿など寺の存在を裏付ける遺物が数多く出土している。
- 国木田独歩の碑
- 平塚らいてうの碑
- 仮名垣魯文の碑 - 父親の実家が萩園にあり、魯文も一時期いた。
- 佐々木卯之助の碑 - 現在の鉄砲道と旧道との分岐点（東海岸五丁目）にある。役人だが幕府に内緒で困窮の農民に鉄砲場内での耕作を許して島流しとなった。
- 鉄砲道 - 相州炮術調練場（幕府の鉄砲場）に至る道であったという説がある。近年、東西に開通したので俗に「鉄砲通り」ともいう。かつては行き止まりであったので「道」と称した。
- 團十郎山の碑 - 九世市川團十郎の別荘跡地（茅ヶ崎市平和町）に建立された。[13]
- 藤間家住宅主屋 - 国の登録有形文化財。昭和初期の和洋折衷住宅の先駆け。一般住宅なので要注意。
- サザンストリート
- ラチエン通り - 通り名とは無関係だが寛文3年（1663年）、旧茅ヶ崎村と旧小和田村で漁場争いが起きた時、ラチエン通りから見る烏帽子岩を裁定ラインに設定した事がある。同道を題材にしたサザンオールスターズの楽曲がある。

### 神社仏閣など
- 鶴嶺八幡宮 - 一説に源氏が創建した関東最初の氏社といわれる。
- 腰掛神社 - 日本武尊にゆかりのある神社。
- 八王子神社 - 新田義貞が鎌倉北条氏討伐に際して必勝祈願を行ったとされる。
- 高田熊野神社 - 大岡忠相の実父が建立した神社。
- 諏訪神社 - 富士山が真正面に見える神社。
- 第六天神社 - 神奈川県神社庁指定神社。元々は第六天魔王（他化自在天）が祀られていた。
- 浄見寺（大岡忠相の墓所） - 大岡氏の本領は茅ヶ崎・寒川近辺にあった。
- 宝生寺阿弥陀三尊像 - 国の重要文化財。
- 龍前院五輪塔

### レジャー
- "湘南"のイメージとして人気があり、夏には海水浴客、また一年通してマリンスポーツを楽しむサーファーや釣客たちが訪れている。一説には日本の、サーフィン発祥の地であると言う（隣接する辻堂の米軍兵士が茅ヶ崎や鵠沼で波乗りをしていた）。
- サザンビーチちがさき （旧・茅ヶ崎海水浴場）
- 湘南海岸
- 柳島スポーツ公園　サッカーピッチ一面と陸上競技場、テニスコートを含めたスポーツ公園。
- 柳島キャンプ場
- 神奈川県立茅ヶ崎里山公園
- 茅ヶ崎公園野球場
- 茅ヶ崎市総合体育館
- 湘南汐見台公園
- 茅ヶ崎漁港

### 観光
- 茅ヶ崎館 - 映画監督・小津安二郎縁の旅館。『東京物語』等、小津三部作の執筆が行われた。
- 茅ヶ崎市美術館 - 洋画家の小山敬三や萬鉄五郎などの作品が多数展示されている。
- 開高健記念館 - 作家・開高健の旧私邸。大正天皇の保養所趾（未使用）。
- 茅ヶ崎市博物館 - 茅ヶ崎市の民俗・歴史・考古・自然に関する資料を収集・保存、展示している歴史博物館。前身の茅ヶ崎市文化資料館の業務を引き継ぎ2022年（令和4年）7月30日に開館。
- 茅ヶ崎市民俗資料館 - 茅ヶ崎市の民俗に関する歴史博物館で、市内に分散立地する旧和田家住宅・旧三橋家住宅・旧藤間家住宅の3軒の古民家が資料館建物兼展示物となっている。
- 神奈川県立茅ケ崎里山公園

### 温泉
- 竜泉寺の湯 湘南茅ヶ崎店（スーパー銭湯）
- 野天湯元 湯快爽快 ちがさき（スーパー銭湯）

### 祭り
- 浜降祭 - 関東三大奇祭。1978年（昭和53年）6月23日に神奈川県の無形民俗文化財に指定。
- 大岡越前祭
- 湘南祭
- サザンビーチちがさき花火大会
- 茅ヶ崎サザン芸術花火
- サザンビーチフェスタ

### サーフスポット
市内東から
- クソ下　藤沢市境（汐見台地域。同市の下水処理場が近い事から）
- チサン　学園通り前（チサンホテルがかつて営業していた為）
- チーパー　ゴルフ場前（チサンとパシフィックホテルの間）
- パーク　第一中学前（かつてあったパシフィックホテルの前。Tバー東側。離岸流が非常に強いので要注意）
- 裏パーク　Ｔバー西側（ヘッドランド西側の為、グーフィー中心）
- 白樺　中海岸前（同名の屋号を持つ食堂があった事から）
- 西浜　茅ヶ崎漁港の西側（かつて市内でも有数のビッグウェーブが来るポイントであったが、近年砂浜の侵食が激しくスポットとして後退している）

かつての西浜を除き、概ねビギナーから始められるポイントが多いが、ビッグウェーブが来ている際は上級者が幅を効かせるので自分のレベルにあった波乗りを心掛けたい。

## ゆかりの有名人（五十音順）

### 茅ヶ崎市出身の有名人

#### 芸能・音楽関係者
- 阿部龍二郎（TBS）
- 亜蓮冬馬（元宝塚歌劇団花組男役）
- 石黒ケイ（歌手）
- 岩本えり子（作詞家）
- えみりぃ（女優）
- 岡田淳一（演歌歌手・社交ダンスインストラクター）
- 小栗香織（女優）
- 尾崎紀世彦（歌手）
- 河西洋介   (Suchmosボーカル)
- 片山誠史（歌手）
- 神田恭兵（舞台俳優）
- 喜多嶋舞（女優）
- 桑田佳祐[14]（ロックミュージシャン・サザンオールスターズリーダー、市民栄誉賞受賞）
- cotton（pistolvalve ボーカル、アルトサックス）
- 小桜舞子（演歌歌手）
- THE CRAZY SKB（ロックミュージシャン・プロレスラー）
- 杉本哲太（俳優）
- 杉本美樹（女優）
- Tani Yuuki（シンガーソングライター、ミュージシャン）
- 徳光正行（タレント）
- 鳥海浩輔（声優）
- 西原久美子（声優）
- 萩原聖人（俳優）
- 鈴木真仁 (声優)
- 囲碁将棋・文田大介（お笑い芸人）
- ブレッド&バター（歌手）
- 松坂桃李（モデル、俳優）
- 宮治淳一（音楽評論家）
- MOOMIN（レゲエミュージシャン）
- yoheyOKAMOTO（ミュージシャン）
- 井上雄貴（声優）
- 田中美海（声優）
- SOTA (ダンス・ボーカルグループBE：FIRSTメンバー）
- 天中軒すみれ（浪曲師）
- 橋本将生（歌手）

#### 映画・映像作品プロデューサー
- すずきじゅんいち（映画監督、映画プロデューサー、脚本家）
- 渋谷浩康（円谷プロダクション・「ウルトラマンコスモス」「ウルトラマンネクサス」「ウルトラマンメビウス」プロデューサー）
- 竹林紀雄（文教大教授、日本映画監督協会理事）

#### アナウンサー・ナレーター
- 村雨美紀 (札幌テレビ放送)
- 井手麻実（湘南ケーブルネットワーク所属のアナウンサー。かつて青森テレビ及び四国放送にアナウンサーとして在職。元tvk「みんなが出るテレビ」女子大生レポーター）
- 竹内明（TBSテレビ報道記者、ニュースキャスター）
- 徳田章（NHK）
- 秀島史香（J-WAVE他のラジオのディスクジョッキー、ナレーター）
- 別府始（J SPORTSサイクルロードレース解説者。別府三兄弟の長男。次男匠、三男史之は共に自転車プロロードレース選手。下述）
- 山本直（ラジオNIKKEIアナウンサー。現在も在住）
- 佐藤賢治 (ナレーター)
- 古川興二 （元岩手めんこいテレビ、静岡朝日テレビのアナウンサー）

#### スポーツ選手
- 井坂啓己：ドジ井坂（日本人男子初の元プロサーファー。ドジ井坂は愛称。）
- 石川拳大（サーファー。東京オリンピック強化選手）
- 石坂有紀子（ビーチバレー選手。オリンピック代表）
- 伊藤峻祐（ラグビー選手）
- 扇谷健司（サッカー審判員）
- 小田島隆幸（元Jリーガー）
- 小俣夏乃（アーティスティックスイミング選手。リオデジャネイロオリンピック銅メダリスト。市民栄誉賞受賞）
- 鎌田翔雅（Jリーガー）
- 倉本寿彦（プロ野球選手）
- 高橋賢次（セーリング選手、ロンドン五輪・リオデジャネイロ五輪代表）
- 茶谷健太（プロ野球選手）
- 出口彩香（元女子プロ野球選手。第5回IBAF女子ワールドカップ金メダリスト・ベストナイン。市民栄誉賞受賞）
- 勝南桜聡太（元大相撲力士）
- 根本凌（Jリーガー）
- 別府匠（自転車プロロードレース選手）
- 別府史之（自転車プロロードレース選手。日本人初のツール・ド・フランス完走者の一人）
- 松田詩野（プロサーファー）
- 三科真澄（ソフトボール選手。北京オリンピック金メダリスト。市民栄誉賞受賞）
- 安野匠（Jリーガー）
- 山宮恵一郎（プロレスラー）
- 山本昌（本名：昌広。元プロ野球選手。200勝達成投手。市民栄誉賞受賞）東京都大田区生まれ。
- 若林弘泰　(元プロ野球選手、高校野球指導者)
- 柳田美幸（女子サッカー選手。なでしこジャパン）
- 三橋敬一（元プロサーファー）日本人で最初にハワイパイプラインマスターズに出場

#### 作家
- 真鍋昌平（漫画家）

#### 政治・行政
- 上杉謙太郎（外務大臣政務官、衆議院議員）
- 土田慎（衆議院議員）
- 濱野健（品川区長）
- 藤木俊光（経済産業事務次官、経済産業省経済産業政策局長、経済産業省大臣官房長、経済産業省製造産業局長、経済産業省商務情報政策局商務・サービス審議官）[15]
- 森澤恭子（品川区長）

#### その他
- 岸本喜久雄（工学者、東京工業大学名誉教授、日本工学会会長）
- 塚本由晴（建築家、東京工業大学教授、アトリエ・ワン共同主宰）
- 三浦瑠麗（国際政治学者）
- 鈴木啓介 (化学者、理学博士)

### 茅ヶ崎市に関係のある有名人

#### 歴史上の人物
- 荒畑寒村（労働運動家・作家・小説家）
- 大島浩（昭和期の陸軍軍人・外交官。第二次世界大戦当時の駐ドイツ日本大使）
- 大岡越前守忠相（江戸町奉行）

- 賀川豊彦（キリスト教社会運動家、平和学園の創始者、ノーベル文学賞・ノーベル平和賞候補）
- 鎌倉景正（平安時代に藤沢市と共に大庭御厨を設置）
- 木越安綱（陸軍大臣。森鴎外の友人。軍部大臣現役武官制を廃し、退役軍人の大臣を認めたために軍部からは冷遇された。）
- 添田唖蝉坊（演歌師）
- 添田知道（演歌師・作家）
- 川上音二郎と川上貞奴 （演劇人。別邸が高砂緑地になっている）
- 源頼朝（征夷大将軍。相模川の橋の竣工式に落馬して薨去した。その為相模川は馬入川と呼ばれる）
- 箕作麟祥（法学者、茅ヶ崎の別荘族の一人、一族から博士を400名輩出）
- 箕作元八（歴史学者）
- 岡崎久次郎（大正期の衆議院議員、実業家〈相模鉄道初代社長、FUJI BIKES【日米富士自転車】創業者〉、篤志家）

#### 画家
- 青山義雄
- 小山敬三（茅ヶ崎名誉市民）
- 西野久子
- 萬鉄五郎
- 入江観

#### 芸能人

##### 俳優
- 九世市川團十郎（現在の茅ヶ崎市平和町に別荘を所有）
- 上原謙（俳優。加山雄三の父。現在の茅ヶ崎市東海岸南に私邸を構えた）
- 加山雄三（俳優、歌手、市民栄誉賞受賞および市民名誉賞受賞。市立東海岸小学校の校歌も制作）。生まれは横浜市。
- 鈴木保奈美（女優。市内の小中学校に通学。生まれは東京都）

#### 放送関係者
- 梶原しげる（フリーアナウンサー、タレント、ナレーター。一時期は神奈川県横須賀市に在住）
- 鈴木治彦（元東京放送〈TBS〉アナウンサー。TBS時代より市内に在住。神奈川県藤沢市出身）
- 関谷亜矢子（元日本テレビアナウンサー、フリーアナウンサー、司会者、タレント。生まれは東京都渋谷区）
- 徳光寿雄（元日本テレビ映画部長、戦前には映画監督としても活動。徳光和夫の父。茅ヶ崎で隠居生活を送った。生まれは兵庫県神戸市）
- 徳光和夫（元日本テレビアナウンサー。フリーアナウンサー、タレント、司会者。日本テレビ時代より茅ヶ崎市内に在住。生まれは東京都目黒区）

#### 作家
- 池田忠雄（映画の脚本家・監督）
- 石山透（脚本家。『続 タイムトラベラー』、『新八犬伝』、『プリンプリン物語』（NHK）など）
- 大手拓次（詩人、南湖院にて死去）
- 開高健（小説家。大正天皇の保養所の跡地に居住。現在は開高健記念館となっている。）
- 牧羊子（詩人。開高健の妻）
- 開高道子（エッセイスト、翻訳家。開高健の娘）
- 仮名垣魯文（『西洋道中膝栗毛』を書いた幕末から明治の戯作者）
- 国木田独歩（前期自然主義の小説家、南湖院にて死去）
- 拳骨拓史 （作家、コンサルタント。東洋兵法・東洋史、経営学の研究家。）
- 小生夢坊（大正・昭和期の漫画家、随筆家、社会評論家）
- 斉藤昌三（書誌学者。『現代筆禍文献大年表』などを作る。門弟4,000人と言われる。市立図書館名誉館長。）
- 島尾敏雄（東海岸に住んでいたことがある。『死の棘』は小栗康平監督によって映画化され松坂慶子と岸部一徳が演じ、カンヌ国際映画祭で「審査員グランプリ」「国際批評家連盟賞」をダブル受賞した。）
- 城山三郎（経済小説家）
- 高橋治（『秘伝』で第90回直木賞受賞）
- 津路嘉郎（脚本家）
- 寺田ヒロオ（漫画家。引退後に茅ヶ崎にて隠棲生活を送る。代表作『スポーツマン金太郎』など）
- 鳴神響一（小説家。市内在住、 茅ヶ崎北陵高校卒業、作品中で茅ヶ崎を舞台にすることも多い）
- 二階堂ヒカル（漫画家。市内在住歴が有り、茅ヶ崎を舞台にした漫画を描く。）
- 広瀬正（SF作家、推理作家、ジャズ・サックス奏者、クラシックカーモデル製作者、茅ヶ崎市在住時に死去）
- 平塚らいてう（女性解放運動家。姉の南湖院入院により茅ヶ崎を訪れる。雑誌「青鞜」の編集も茅ヶ崎で行う。）
- 前川佐美雄（竹柏会系の歌人）
- 真樹日佐夫（漫画原作者。市内在住。）
- 真山青果（脚本家。独歩の闘病生活と死を「読売新聞」に報じて有名になる。）
- 棟田博（小説家。『拝啓天皇陛下様』が映画化され、渥美清が演じた。）
- 八木重吉（詩人。茅ヶ崎小学校の南側に住んでいた。）
- 柳田國男（民俗学者、小説家。義父の別荘が茅ヶ崎にあり、烏帽子岩や六本松についても言及）
- 吉田一穂（詩人・童話作家）
- 吉田聡（漫画家。神奈川県立茅ヶ崎高等学校卒。同校をモデルにした作品を描く。）

#### 音楽関係者
- 永六輔（作詞家、放送作家。東海岸南に母の実家があったため、本人も長じてから母の実家を別荘代わりに使用していた）[16]
- 平尾昌晃（音楽家、茅ヶ崎市に1960年代後半に在住）
- 加瀬邦彦（作曲家、ザ・ワイルド・ワンズリーダー。茅ヶ崎在住時に音楽の世界を志す）
- 喜多嶋修（ミュージシャン、作曲家。加山雄三の従兄弟であり、ザ・ランチャーズに参加する）
- 喜多嶋舞（喜多嶋修の長女。茅ヶ崎市を本籍地とする）
- レオニード・クロイツァー（ピアニスト、指揮者）
- 鈴木カツ（音楽評論家）
- テミヤン（フォークシンガー）
- 古澤巌（日本のバイオリン奏者）
- 松浦亜弥（歌手、タレント、茅ヶ崎市立松浪中学校に転校し卒業）
- 山田耕筰（作曲家、茅ヶ崎在住時に『赤とんぼ』を作曲）

#### 映画監督
- 大場秀雄
- 小津安二郎（茅ヶ崎館を定宿とし、多くの作品を撮る）
- 佐々木啓祐
- 森田芳光（1978年、「ライブイン茅ヶ崎」でぴあフィルムフェスティバルPFFアワード入選）

#### スポーツ選手
- 小川直也（プロレスラー。元柔道選手〈五輪メダリスト〉。東海岸北に柔道場を開く。）
- 佐々木貴（プロレスラー）
- 杉山愛（プロテニス選手。実家が茅ヶ崎市に在る。市民栄誉賞受賞）
- 田代富雄（元大洋ホエールズ選手。プロ野球コーチ。ラーメン店を茅ヶ崎市で一時期営業）
- 鶴見五郎（プロレスラー。茅ヶ崎市でフィットネス道場を経営）
- 三浦雄一郎（スキーヤー。一時茅ヶ崎市に居を構えた。）
- ピストン堀口（プロボクサー。茅ヶ崎市にて拳闘道場（現在のピストン堀口ジム）を開設。）
- 渕正信（プロレスラー。全日本プロレス入門前後に居住していたことを語っている。）

#### 宇宙飛行士
- 土井隆雄（市民栄誉賞受賞）
- 野口聡一（市民栄誉賞受賞）

#### デザイナー
- おーくん・あきら（デザイナー。大学教員）
- 坂本鐵司（工業デザイン。ユニバーサルデザイン。）
- イサム・ノグチ（彫刻家。インテリアデザイナー。）

#### その他
- 木村義雄（将棋棋士、第14世永世名人。棋士引退後に茅ヶ崎にて隠棲生活を送る）

## 表彰および褒章

### 歴代名誉茅ヶ崎市民
- 牧野英一（1966年（昭和41年）3月11日議決）刑法学者
- 磯崎貞序（1976年（昭和51年）3月26日議決）衆議院議員
- 小山敬三（1976年（昭和51年）3月26日議決）画家
- 添田良信（1976年（昭和51年）3月26日議決）初代茅ヶ崎市長
- 加山雄三（本名：池端直亮）（2023年（令和5年）9月1日議決[17]）俳優、歌手

### 茅ヶ崎市民栄誉賞歴代受賞者
1. 野口聡一（宇宙飛行士）
2. 土井隆雄（宇宙飛行士）
3. 山本昌（本名：昌広。中日ドラゴンズ投手）
4. 三科真澄（ソフトボール日本代表内野手（ルネサスエレクトロニクス高崎 女子ソフトボール部所属）/北京オリンピック金メダリスト）
5. 杉山愛（プロテニスプレーヤー）
6. 加山雄三（俳優、歌手）
7. 出口彩香（女子プロ野球選手）
8. 桑田佳祐（歌手）
9. 小俣夏乃（シンクロナイズドスイミング日本代表/リオデジャネイロオリンピック銅メダリスト）

## 茅ヶ崎を舞台とした作品（年代順）
- シーサイド・バウンド-ザ・タイガース２枚目のシングル曲で1967年5月5日発売。茅ヶ崎海岸でレコードのジャケット撮影された。
- ガメラ対宇宙怪獣バイラス - 浅憲明監督。1968年3月20日公開。茅ヶ崎海岸が舞台、パシフィックホテルが登場する。
- まんが日本昔ばなし 340話 河童徳利 - 毎日放送制作。1979年12月1日放映。
- 湘南爆走族 - 吉田聡著。『少年KING』誌上に1982年から1988年まで連載。
- 湘南グラフィティ - 吉田聡著。『ヤングキング』誌上に1988年から1989年まで連載。
- SURF SIDE HIGH-SCHOOL - 澤井健著。『週刊ヤングサンデー』誌上に1995年から1997年まで連載。
- GOLDEN★AGE - 寒川一之著。『週刊少年サンデー』誌上に2006年から2009年まで連載。
- ヘブンズランナーアキラ - 二階堂ヒカル著。『週刊少年サンデー』誌上に2014年から2015年まで連載。
- サンシャイン デイズ - 喜多一郎監督。テレビ神奈川で2007年に放映。舞台は1978年の茅ヶ崎。2008年に劇場版公開。
- 海の上の君は、いつも笑顔。 - 喜多一郎監督/脚本、2009年5月公開[18]。
- 茅ケ崎海岸の野良うさぎゴマ - 内藤雅光著。2012年。宝島社刊。
- 茅ヶ崎物語 〜MY LITTLE HOMETOWN〜 - 熊坂出監督、2017年9月16日
- しろときいろ〜ハワイと私のパンケーキ物語〜 - 前田弘二監督、2018年2月24日[19]

## 茅ヶ崎に関係する詞（コトバ）が歌詞中にある主な歌
- 「勝手にシンドバッド」（サザンオールスターズ）
- 「チャコの海岸物語」（サザンオールスターズ）
- 「ホテルパシフィック」（ブレッド&バター）
- 「HOTEL PACIFIC」（サザンオールスターズ）
- 「夏をあきらめて」（サザンオールスターズ、研ナオコ）
- 「希望の轍」（サザンオールスターズ）
- 「ラチエン通りのシスター」（サザンオールスターズ）
- 「雨上がりにもう一度キスをして」（サザンオールスターズ）
- 「茅ヶ崎に背を向けて」（サザンオールスターズ）
- 「八月の詩（セレナード）」（サザンオールスターズ）
- 「夜風のオン・ザ・ビーチ」（サザンオールスターズ）
- 「盆ギリ恋歌」（サザンオールスターズ）
- 「天気雨」（荒井由実／歌詞中に茅ヶ崎、ゴッデス、相模線が出てくる）
- 「Merry X'mas In Summer」（KUWATA BAND）
- 「茅ヶ崎Pipeline」（TUBE）
- 「こんな気持ちのまま」（浜田省吾）
- 「Route 134」（杉山清貴&オメガトライブ）
- 「茅ヶ崎サンライズ」（Lady-O（ラジオっ娘））
- 「MY LITTLE HOME TOWN」（桑田佳祐／歌詞中に茅ヶ崎に存在していたCDショップ「CHIYAMA」などが出るなど、桑田の茅ヶ崎での思い出を歌っている）
- 「湘南の男たち」（アン・ルイス）
- 「恋のハーフムーン」（太田裕美、肌寒い茅ヶ崎という部分）
- 「潮風の少女」（堀ちえみ）
- 「茅ヶ崎メモリー」(堀江美都子)
- 「茅ヶ崎の風に吹かれて」（つじむらゆみこ）
- 「GAGA」（suchmos）